# سیارک ۲۳۷۲
سیارک ۲۳۷۲ (به انگلیسی: 2372 Proskurin، نامگذاری:1977RA8) دو هزار و سیصد و هفتاد و دومین سیارک کشف شده‌است که در ۱۳ سپتامبر ۱۹۷۷ کشف شد.
قدر مطلق سیارک برابر ۱۱٫۶۰ است.